# Bacabal Esporte Clube
Maillots
Le Bacabal Esporte Clube est un club brésilien de football basé à Bacabal dans l'État du Maranhão.

## Palmarès
- Championnat du Maranhão de football
  - Champion : 1996

## Anciens joueurs
- Dutra